# Clădirea Statului Major General din Sankt Petersburg

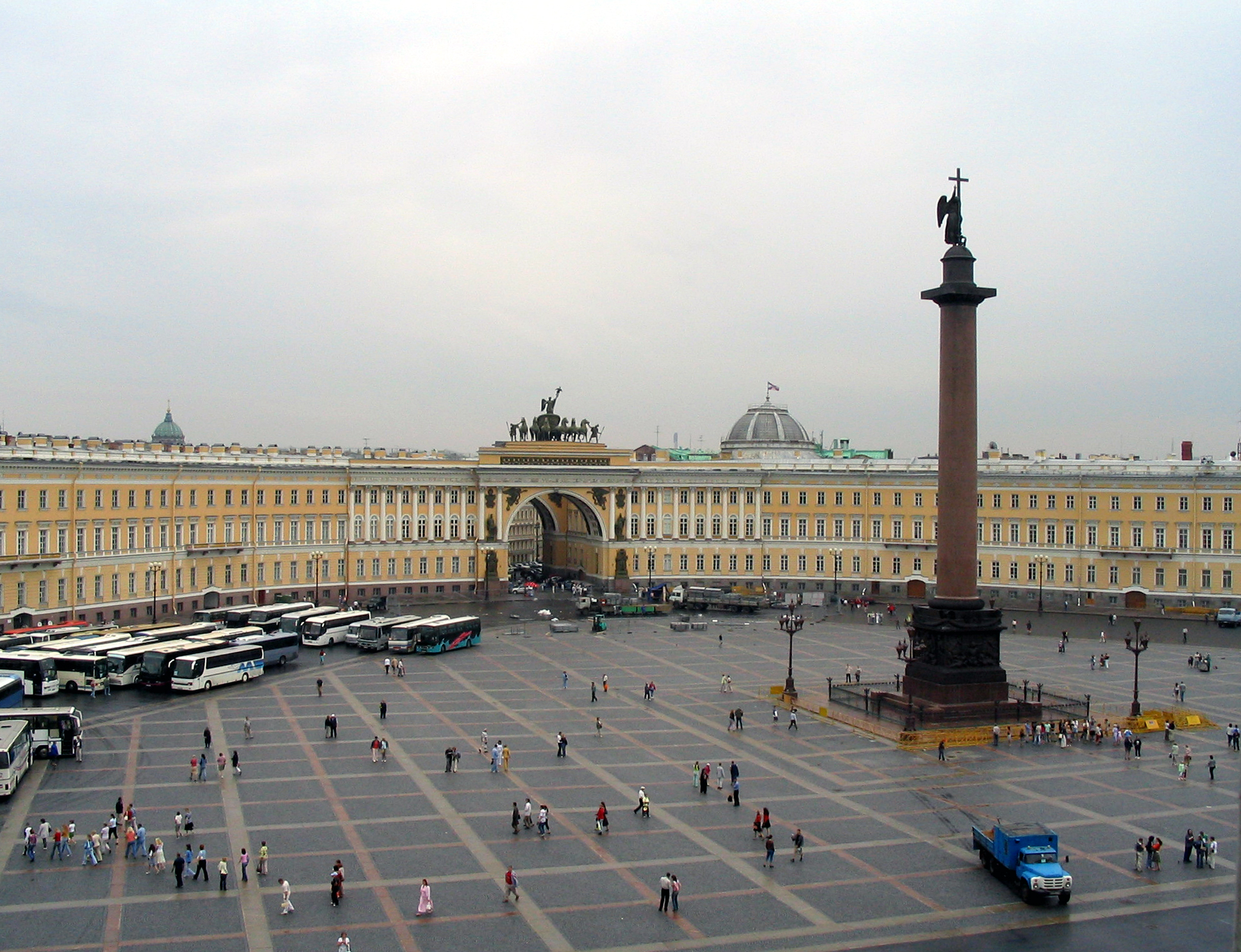
Vedere din Palatul de Iarnă.

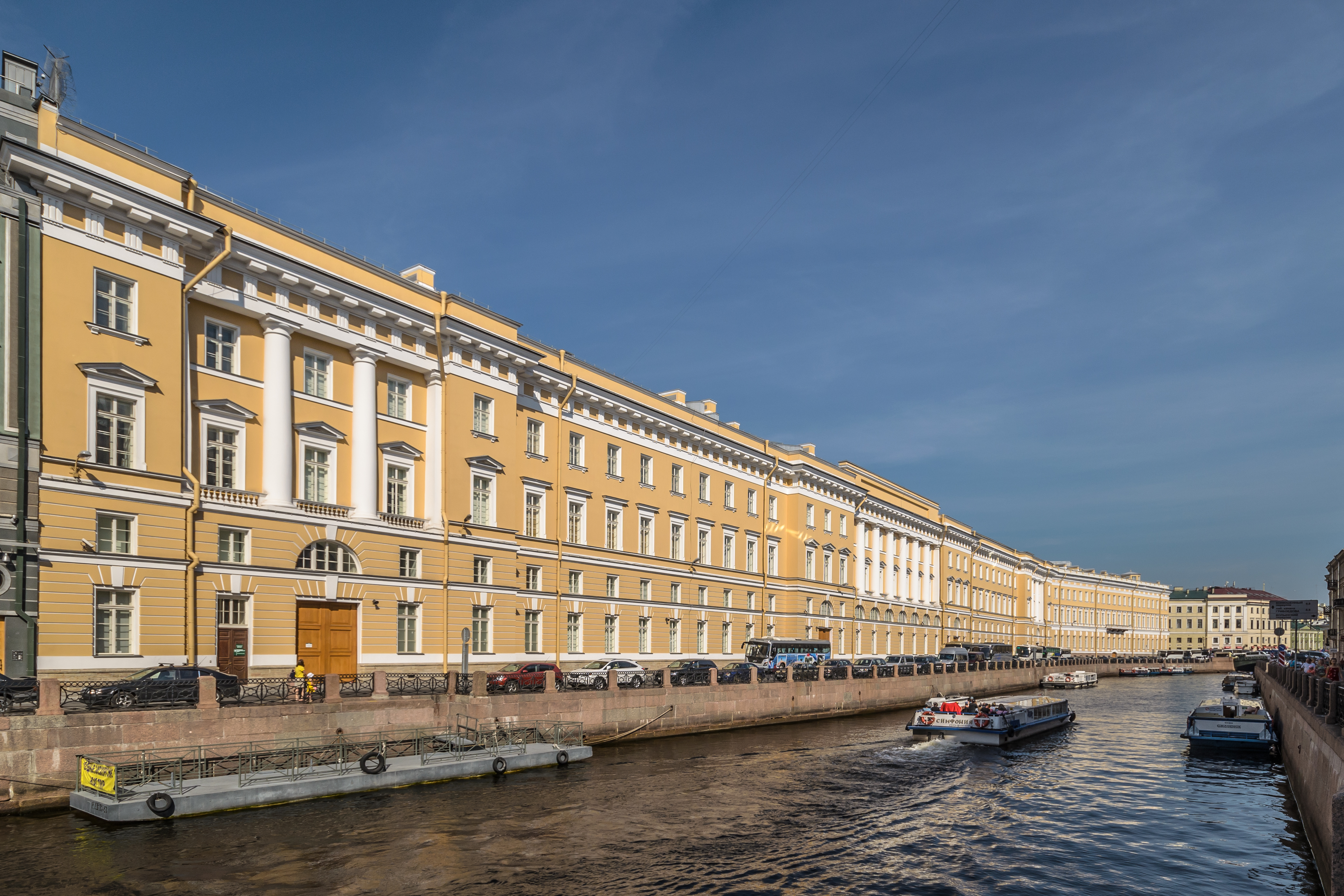
Fațada de est.

Clădirea Statului Major General (în rusă Здание Главного штаба, transliterat: Zdanie Glavnogo ștaba) este o clădire situată în Piața Palatului din Sankt Petersburg, Rusia, în fața Palatului de Iarnă. Are o fațadă lungă de 580 de metri, în formă de semicerc.
Această clădire monumentală neoclasică a fost proiectată de arhitectul Carlo Rossi în stil Empire și construită între anii 1819 și 1829. Ea este formată din două aripi, separate printr-un arc de triumf dublu, împodobit de sculptorii Stepan Pimenov și Vasili Demuth-Malinovski, care comemorează victoria Armatei Ruse asupra Armatei Franței Napoleoniene în Războiul Franco-Rus. Acest arc face legătura între Piața Palatului și Nevski Prospekt prin strada Bolșaia Morskaia.
Până în anul 1918, când capitala Rusiei a fost mutată la Moscova, clădirea a servit ca sediu al Statului Major General (aripa de vest), al Ministerului Afacerilor Externe și al Ministerului de Finanțe (aripa de est).
Aripa de vest adăpostește în prezent sediul central al Districtului Militar de Vest. Aripa de est a fost repartizată Muzeului Ermitaj în 1993, iar interiorul ei a fost remodelat intens potrivit cerințelor.

## Legături externe
- General Staff Building în Encyclopaedia of Saint Petersburg

## Vezi și
- Piața Palatului
- Palatul de Iarnă
- Muzeul Ermitaj